# Platerosia
Platerosia este un gen de insecte lepidoptere din familia Uraniidae.

Cladograma conform Catalogue of Life:
| Platerosia | \| \| Platerosia albipennis \| \| \| \| \| \| Platerosia rotundipennis \| \| \| \| |
|            | \| \| Platerosia albipennis \| \| \| \| \| \| Platerosia rotundipennis \| \| \| \| |
|            | Platerosia albipennis                                                              |
|            |                                                                                    |
|            | Platerosia rotundipennis                                                           |
|            |                                                                                    |